# Semestre
Il semestre è una suddivisione dell'anno in periodi di circa sei mesi l'uno.

## Il semestre in ambito giuridico
L'articolo 88 della Costituzione della Repubblica Italiana stabilisce che il Presidente della Repubblica ha il potere di effettuare lo scioglimento anticipato delle due Camere o di una sola di esse dopo averne consultato i Presidenti, ma questo potere non può essere esercitato durante gli ultimi sei mesi del suo mandato, per evitare condizionamenti su una sua eventuale rielezione: questo periodo di tempo è definito semestre bianco.

## Il semestre in ambito mediatico
- In Italia, le date dello switch-off, termine inglese che indica il passaggio definitivo dalla televisione analogica a quella digitale terrestre[3], vengono stabilite utilizzando come misura di tempo il semestre[4]. Si iniziò dalla regione Sardegna in cui avvenne lo switch-off nel secondo semestre del 2008, e si concluse nelle regioni Sicilia e Calabria dove lo switch-off avvenne nel primo semestre del 2012.
- Con il termine "semestrale" si indica anche una pubblicazione periodica di cui è disponibile un'edizione ogni sei mesi.